# 新安縣 (諒山府)
新安縣，明代屬交阯承宣布政使司諒山府。治所約在今越南祿平縣。

## 沿革
- 明永樂五年六月癸未（1407年7月5日）置，屬諒山府親領[2][3][4]。
- 永樂十三年八月二十三日丁亥（1415年9月25日），以新安縣省入丹巴縣[5]。